# Narinder Singh Kapany
Narinder Singh Kapany (Punjabi: ਨਰਿੰਦਰ ਸਿੰਘ) (Moga, 12 oktober 1926 - 4 december 2020) was een in India geboren Amerikaanse natuurkundige die algemeen erkend werd als de 'vader' van de optische vezel.

## Biografie
Kapany werd geboren in Moga in de Indiase deelstaat Punjab. Hij kreeg zijn opleiding aan de universiteit van Agra. In 1952 kwam hij in Londen terecht waar hij een studie in de optica voltooide aan het Imperial College of Science, Technology and Medicine. In 1955 ontving hij zijn PhD-graad aan de Universiteit van Londen.
Hij doceerde aan de Universiteit van Rochester in de staat New York en later aan het Illinois Institute of Technology in Chicago.

## Glasvezel

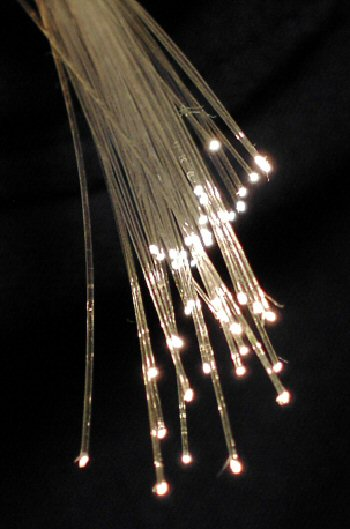
Optische vezels

Het idee om draden van glas te gebruiken om licht te verzenden was niet nieuw. Het concept achter optische vezels werd voor het eerst aangetoond door de Ierse uitvinder John Tyndall, die vanaf 1850 een afgebogen waterstraal gebruikte om drinkfonteintjes te verlichten, en in de jaren 1920 had Heinrich Lamm fijne glasvezels toegepast voor een flexibel apparaat dat in de maag ingebracht kon worden en beelden leverde uit het binnenste van de buik. Het probleem was dat het glas al het licht absorbeerde, waardoor de kwaliteit van de beelden al na enkele centimeters sterk verminderde.
Voortbordurend op het werk van Tyndall en Lamm rekte Kapany optisch glas uit tot zeer fijne draden die hij samenbond tot een bundel. Hij ontdekte hierbij dat als hij licht in het ene uiteinde scheen, het onveranderd uit het andere uiteinde kwam, zelfs bij een gebogen glasvezelbundel. Hij nam waar dat het licht werd voorgeleid door interne reflecties in de glasvezels, een eigenschap die verhoogd kon worden door het aanbrengen van een mantel van glas met een andere brekingsindex.
De door Kapany ontworpen optische vezel leidde, samen met de uitvinding van de laser, tot een revolutie in de communicatietechnologie. In 1966 lukte het de Amerikaan Charles Kao, die werkte voor de Standard Telephones & Cables (STC), voor het eerst om via een glasvezelkabel te telefoneren. Voor deze prestatie kreeg Kao in 2009 de Nobelprijs voor de Natuurkunde toegekend, dit tot groot ongenoegen van Kapany dat hij niet in deze grote prijs werd erkend.

## Zakenman
In 1960 richtte Kapany het bedrijf Optics Technology Inc. op, waarvan hij voorzitter van de raad was, evenals president en onderzoeksdirecteur. In 1973 richtte hij Kaptron Inc. op, waarvan hij tot 1990 president en CEO was toen hij het verkocht aan AMP Incorporated.
- Gemeinsame Normdatei: 1020815760
- International Standard Name Identifier: 0000 0000 8257 100X
- Library of Congress Control Number: n88608998
- Nationale Bibliotheek van Israël: 987007435955705171
- Nederlandse Thesaurus van Auteursnamen: 137175892
- Système universitaire de documentation: 131009281
- Virtual International Authority File: 68042099
- WorldCat: E39PBJyt4dRvPrTmb9hJ66w6Kd